# Dăbâca
Dăbâca es una comuna Rumania, en el distrito de Cluj. Su población en el censo de 2002 era de 1.824 habitantes.
- Datos: Q16426191
- Multimedia: Dăbâca, Cluj / Q16426191